# 北沢力
北沢 力（きたざわ りき、7月26日 - ）は、日本の男性声優、ナレーター。神奈川県出身。東京俳優生活協同組合所属。

## 略歴
声優になるきっかけはフリーター時代に日給の高い仕事を探していた時、「声優　日給6万以上可」という広告を見つけたから。履歴書を書いて送ったところ、声優養成所の案内のようなものが送られて来たという。その時は「なんだ養成所かよ」と思っていたが、声優のことを調べてみたところ「やってみたいな」となって、その気持ちが抑えられなくなり、養成所に入所した。
ボイスオンを経て東京俳優生活協同組合に所属。旧芸名は「北澤 力」。

## 人物
プロ野球および広島東洋カープのファン。
特技はギター。趣味は三線、熱帯魚の飼育。

## 出演
太字はメインキャラクター。

### テレビドラマ
- モップガール（2007年、テレビ朝日） - ナレーション
- HERO（2014年、フジテレビ） - ロッキーの声
- 戦う!書店ガール 第4話（2015年5月5日、フジテレビ） - コミック朗読会の声優さん 役
- JKは雪女（2015年、TBS） - ナレーター
- ドラマ10 美女と男子 第6話「絶対とるわ!初主役」（2015年、NHK総合） - 声優 役

### 映画
- シーサイドモーテル（2010年） - 声の出演

### テレビアニメ
2000年
- トランスフォーマー カーロボット（ウォーズ、グリジバー）
- ドキドキ♡伝説 魔法陣グルグル（ガンダ、グエンチャ、クロコ、タテジワネズミ 他）

2006年
- 陰からマモル!（泥棒頭）
- 太陽の黙示録（秘書）
- 護くんに女神の祝福を!（2006年 - 2007年、サブロー）

2007年
- Over Drive（選手）
- 結界師（妖）
- バンブーブレード（ノブちゃん）

2008年
- テイルズ オブ ジ アビス（ブウサギ）
- バトルスピリッツ 少年突破バシン（2008年 - 2009年、カードセンセ）
- ロザリオとバンパイア CAPU2（不良）
- ワールド・デストラクション 〜世界撲滅の六人〜（看守、カラクリロボ、黄金の獅子メンバーB）

2009年
- けいおん!（唯の父）
- ゴルゴ13（ギャング）
- シャングリ・ラ（メタルエイジ2）

2010年
- SDガンダム三国伝 Brave Battle Warriors（2010年 - 2011年、孫策サイサリス、蔡瑁アッグガイ）
- ドラえもん（テレビ朝日版第2期）（廃品回収業者）
- けいおん!!（唯の父）
- 毎日かあさん（2010年 - 2011年、ゆとり教育の精霊、イ・ヤンジュン、タクちゃん）
- メタルファイト ベイブレード 爆（イタリアDJ）

2011年
- SKET DANCE（野村義仁〈ヨッさん〉）

2012年
- 機動戦士ガンダムAGE（レブルス・ラモンド）
- バトルスピリッツ 覇王（少年C）

2013年
- 最強銀河 究極ゼロ（ゴン・ハーン）
- ビーストサーガ（ランドモグール）
- 勇者になれなかった俺はしぶしぶ就職を決意しました。（面接官）

2014年
- SHIROBAKO（堀田光）

2015年
- テンカイナイト（ユウゾー先生）
- バトルスピリッツ 烈火魂（関東MC）
- 夜ノヤッターマン（ヤッター兵司会、ヤッター兵）

2016年
- デジモンユニバース アプリモンスターズ（エムシーモン）
- TO BE HERO（チキン大魔王）
- バトルスピリッツ ダブルドライブ（サビー、白のアルティメット）

2017年
- aiseki MOGOL GIRL（ショウゴ）

2018年
- はたらく細胞（2018年 - 2021年、緑膿菌、細菌） - 2シリーズ
- 風が強く吹いている（2018年 - 2019年、坂口洋平〈キング〉）

2019年
- どろろ（金小僧）
- キャロル&チューズデイ（バーテン、ディレクター）
- おしりたんてい（2019年 - 2023年、ボルタ）

2020年
- BORUTO-ボルト- NARUTO NEXT GENERATIONS（カマタ）
- 魔女の旅々（客）

2021年
- バック・アロウ（デマイン・シャフト）
- ぐんまちゃん（2021年 - 2023年、お父さん、おじさん、ブチ、アンノウン星人たち、マーグングン、武人ハニワ） - 2シリーズ

2023年
- ジョジョの奇妙な冒険 ストーンオーシャン（親切な男）

2024年
- 夜のクラゲは泳げない（配信者）

### 劇場アニメ
- 映画けいおん!（2011年、唯の父）

### OVA
- GUNDAM EVOLVE../14 武者頑駄無（2005年、雑兵 下塁愚々）
- 機動戦士ガンダム MS IGLOO 2 重力戦線（2008年、戦車兵 他）
- FREEDOM-PROJECT（2008年、ムーンシャインメンバー）
- 機動戦士ガンダム THE ORIGIN（2015年 - 2018年、タチ・オハラ[11]） - 2019年に再編集作品『THE ORIGIN 前夜 赤い彗星』テレビ放送
- ろぼっとアトム（2015年、ハムエッグ）

### Webアニメ
- 爆丸エボリューションズ（2022年 - 2023年、アルベルト・カミンスキー）
- 爆丸レジェンズ（2023年、老犬）

### ゲーム
2007年
- クライシス コア ファイナルファンタジーVII（カンセル）
- Halo 3

2008年
- イナズマイレブン（仮沢装）
- スターオーシャン2 Second Evolution（ジョフィエル）

2010年
- SDガンダム三国伝 BraveBattleWarriors 真三璃紗大戦（項羽ターンX）
- ロード オブ アルカナ（バトルボイス）

2011年
- SDガンダム GGENERATION WORLD（マイキャラクターボイス男性E）

2012年
- ソウルキャリバーV（超越者）

2013年
- ドラッグオンドラグーン3（ガブリエラ）
- ファイナルファンタジーXIV：新生エオルゼア（ネロ・トル・スカエウァ）

2014年
- ファイナルファンタジーXIV：新生エオルゼア（ギルガメッシュ）

2015年
- ファイアーエムブレムif（ハロルド）
- LORD of VERMILION ARENA（緊那羅王）

2016年
- LORD of VERMILION Re:3（ランスロット、源義経、服部半蔵、カークス、リビコッコ 他）

2017年
- ファイアーエムブレム ヒーローズ（ハロルド）

2022年
- ファイナルファンタジーXIV：暁月のフィナーレ（商神ナルザル / スカルミリョーネ）
- チョコボGP（シド、ギルガメッシュ、マディン）
- モンスターストライク（2022年 - 2023年、双腕髪切、ゴヴィン）

2023年
- 信長の野望 出陣（足利義昭、甘粕景持、小山田信茂）
- STAR OCEAN THE SECOND STORY R（ジョフィエル）

2025年
- 機動戦士ガンダム U.C. ENGAGE（クラース・バッケル）
- アイアンサーガVS（ボス）

### ドラマCD
- YEBISUセレブリティーズ3（チンピラB）
- コルセーア VII 〜月を抱く海〜（覆面男3）
- とある魔術の禁書目録 アーカイブス 第4巻（伽藍矜持）
- 摩天楼に抱かれて（ベルボーイ）
- 陽光きらめく果てに（キーンアダムス）
- やさしい竜の殺し方 外伝（盗賊）

### ラジオドラマ
- J-WAVE「月下の恋人」より「冬の旅」（車掌）

### 吹き替え

#### 映画
- ある日モテ期がやってきた（ステイナー / ウェンデル〈T・J・ミラー〉）※ソフト版
- アイ・アム・ナンバー4
- イルマーレ
- エージェント・ゾーハン
- グランドホテル（マイヤーハイム〈ロバート・マクウェイド〉）
- 恋するメゾン。 〜Baby Rose〜
- ゴッドファーザー PART II（ウェイター）※デジタル・リストアDVD・BD版
- ジェシー・ジェームズの暗殺
- 幸せになるための27のドレス
- 13日の金曜日
- スターにアイ・ラブ・ユー
- スペース・インベーション（ジムボット〈ポール・ミード〉）
- セックス・クラブ
- 007シリーズ ※DVDアルティメット・コレクション版
  - 007 ゴールドフィンガー
  - 007 サンダーボール作戦
- チャイルド・プレイ/チャッキーの花嫁
- 地球が凍りつく日
- 地球が静止する日
- デス・レース（ガナー）
- ファイナル・ソルジャー
- めっちゃ ソー・ランダム
- リトル・ミス・サンシャイン
- 臨死
- ルイーズに訪れた恋は（サミー〈ポール・ラッド〉）※DVD版
- レーシング・ブラッド（ジョン〈ベルン・マイケル・ラーデ〉）※ソフト版

#### ドラマ
- アンダーカバー・ボス4 社長潜入調査
- アグリー・ベティ（ウォルター〈ケヴィン・サスマン〉）
- イカゲーム シーズン2（パク・ヨンシク〈ヤン・ドングン〉）
- NCIS: ニューオーリンズ #20
- クリミナル・マインド3 FBI行動分析課（ギル・クラーマン〈トム・ベーチュー〉）
- CSI:マイアミ5 ※毎回異なる役でレギュラー出演
- CSI:9 科学捜査班（ブライアン・モーリー〈ロブ・ベネディクト〉）
- CSI:11 科学捜査班（クレイグ・ヒギンズ〈ケヴィン・ワイズマン〉）
- シークレット・アイドル ハンナ・モンタナ
- ストライクバック2 :極秘ミッション
- ターミネーター:サラ・コナー クロニクルズ
- チューインガム（キーズ）
- デスパレートな妻たち シーズン4
- 犯罪捜査官ネイビーファイル #150 #158
- LEFTOVERS/残された世界
- HEROES/ヒーローズ（イーライ〈トッド・スタシュウィック〉）
- ファイアチェイサー: 森林災害最前線
- PERSON of INTEREST 犯罪予知ユニット
- ベートーベン・ウィルス 〜愛と情熱のシンフォニー〜（ホン・ジュンギ）
- BONES シーズン2（アイザック、バーリッジ 他）
- BONES シーズン3（リンドン・ペイジ）
- MACGYVER/マクガイバー
- ミス・マープル3 バートラム・ホテルにて
- ヤング・スーパーマン シーズン8

#### アニメ
- 少年マイロの火星冒険記3D
- トムとジェリー テイルズ（ネコ）
- ヒルダの冒険（経営者、ビットラ）
- ろぼっとアトム（ハムエッグ）

#### テレビ番組
- プロジェクト・ランウェイ/NYデザイン

#### 人形劇
- フラグルロック（ブーバー・フラグル、マットおじさん）※Apple TV+版

### 特撮
- 炎神戦隊ゴーオンジャー（2008年、害地目蛮機獣ハンマーバンキの声）
- 劇場版 仮面ライダーオーズ WONDERFUL 将軍と21のコアメダル（2011年、鵺ヤミーの声）

### ナレーション
- 神戸コレクション（ファッションショー及び会場内のナレーション）
- サイエンスチャンネル
- ズームイン!!SUPER（日本テレビ）
- FIA Intercontinental Drifting Cup 2017

### ボイスオーバー
- アナザーストーリーズ 運命の分岐点（NHK-BSプレミアム）
- いきなり!黄金伝説。（テレビ朝日）
- 映っちゃった映像GP（フジテレビ）
- お願い!ランキング（テレビ朝日）
- Oh!どや顔サミット（テレビ朝日）
- 関ジャニの仕分け∞（テレビ朝日）
- 仰天パニックシアター（テレビ東京）
- Xmasスペシャル中居正広が結婚を考える夜。（フジテレビ）
- 怪生伝（フジテレビ）
- 現代の驚異シリーズ（ヒストリーチャンネル）
- 今夜決戦!サッカーW杯最終予選 ゼロからわかるジーコ&イラク戦SP（テレビ朝日）
- サイエンスZERO（NHK教育）
- ザ・ベストハウス123（フジテレビ、オバマ大統領の声、キーファー・サザーランドの声など）
- ザ・プレミアム 井浦新 アジアハイウェイを行く（NHK-BS1）
- 真相報道 バンキシャ!（日本テレビ）
- 知らない間にこんなに変わってましたTV（テレビ朝日）
- 新説!キリストを殺したのは誰だ?（ディスカバリーチャンネル）
- 自動車冒険隊（テレビ東京）
- スッキリ!!（日本テレビ）
- そうだったのか!池上彰の学べるニュース（テレビ朝日）
- トリナオシ〜思い出の写真を撮りなおす（フジテレビ）
- 所さんのニッポンの出番!（TBS）
- なるほど!ザ・ワールド（フジテレビ）
- 中居正広のミになる図書館（テレビ朝日）
- パーフェクトな妻たち 〜家事苦手主婦の変身〜（NHK教育）
- BS世界のドキュメンタリー（NHK-BS1）
- フランケンシュタインの誘惑 科学史 闇の事件簿（NHK BSプレミアム）
- ペットの王国 ワンだランド（テレビ朝日）
- やっちまったtv（フジテレビ）
- やべっちFC〜日本サッカー応援宣言〜（テレビ朝日）
- ローマ〜古代帝国の先端技術（ヒストリーチャンネル、ピーター・ウェラーの声）

### 人形劇
- 項羽と劉邦 はるかなる大地（劉邦）

### ラジオドラマ
- オリジナルラジオドラマ「六夜怪談」全話集（朗読）

### シリーズ一覧
1. ↑  第1期（2018年）、第2期『はたらく細胞!!』（2021年）
2. ↑  シーズン1（2021年）、シーズン2（2023年）